# L'Argent (film, 1983)
Pour les articles homonymes, voir L'Argent (homonymie).
Pour plus de détails, voir Fiche technique et Distribution.
L’Argent est un film français réalisé par Robert Bresson, sorti le 18 mai 1983. Il s'inspire de la nouvelle Le Faux Coupon de Léon Tolstoï.

## Synopsis
Yvon, chauffeur-livreur dans une compagnie de fioul domestique, est injustement accusé d'avoir essayé d'écouler dans un café trois faux billets de 500 francs reçus d'un photographe, ce qui lui vaut un procès et la perte de son emploi. Il se rend ensuite complice d'un braquage, et est condamné à trois ans de prison. Il subit de dures épreuves : sa fille meurt de maladie et sa compagne le quitte. Le spectateur assiste à la chute du protagoniste, qui en vient à commettre les pires crimes, chute qui est présentée comme une conséquence d'une injustice originelle, elle-même due à l'appât du gain.

## Fiche technique
- Titre : L'Argent
- Réalisation : Robert Bresson, assisté d'Olivier Péray
- Scénario : Robert Bresson d'après Le Faux Coupon (ou Faux billet) de Léon Tolstoï
- Production : Antoine Gannagé et Jean-Marc Henchoz (Marionfilms)
- Musique : Jean-Sébastien Bach
- Décor : Pierre Guffroy
- Ensemblier : Pierre Lefait
- Photographie : Pasqualino De Santis et Emmanuel Machuel
- Montage : Jean-François Naudon
- Son : Jean-Louis Ughetto et Luc Yersin
- Pays d'origine :  France,  Suisse
- Format : Eastmancolor - 1,66:1 - Mono - 35 mm
- Durée : 85 minutes
- Date de sortie : 18 mai 1983 (France)

## Distribution
- Christian Patey : Yvon Targe
- Caroline Lang : Elise Targe
- Béatrice Tabourin : la photographe
- Didier Baussy : le photographe
- Jean-Frédéric Ducasse : un client du magasin
- Vincent Risterucci : Lucien, l'employé du photographe
- Bruno Lapeyre : Martial
- Marc Ernest Fourneau : Norbert
- André Cler : le père de Norbert
- Claude Cler : la mère de Norbert
- Jeanne Aptekman : Yvette
- François-Marie Banier : le compagnon de cellule d'Yvon
- Sylvie Van den Elsen : la petite femme
- Michel Briguet : le père de la petite femme
- Valérie Mercier : la jeune fille blonde dans le bar
- Alain Aptekman
- Valérie Mercier
- Dominique Mullier
- Jacques Behr
- Gilles Durieux
- Alain Bourguignon
- Anne de Kervazdoué
- Bernard Lamarche-Vadel
- Pierre Tessier
- Eric Franklin
- Jean-Louis Berdot
- Yves Martin
- Luc Solente
- Alexandre Pasche
- Jean-Michel Coletti
- Stéphane Villette

## Distinctions
- Grand prix du cinéma de création au Festival de Cannes 1983 (à l'unanimité et ex æquo avec Nostalghia d'Andreï Tarkovski).
- Récompense du Meilleur Réalisateur par le National Society of Film Critics, 1984